# Eilean Munde
Eilean Munde är en obebodd ö i Loch Leven, Highland, Skottland. Ön är belägen 1,5 km från Glencoe.